# Lidköping (comune)
Lidköping è un comune svedese di 38 058 abitanti, situato nella contea di Västra Götaland. Il suo capoluogo è la città omonima.

## Località
Nel territorio comunale sono comprese le seguenti aree urbane (tätort):
- Filsbäck
- Järpås
- Lidköping
- Örslösa
- Saleby
- Tun
- Vinninga

## Amministrazione

### Gemellaggi
- Kouvola
- Nord-Aurdal
- Skanderborg
- Utena